# مارک باکلند
مارک باکلند (انگلیسی: Mark Buckland؛ زادهٔ ۱۸ اوت ۱۹۶۱) بازیکن فوتبال اهل بریتانیا است.
از باشگاه‌هایی که در آن بازی کرده‌است می‌توان به باشگاه فوتبال ولورهمپتون واندررز، باشگاه فوتبال کیدرمینستر هاریرس، باشگاه فوتبال چلتنهام تاون، و باشگاه فوتبال لیمینگتون اشاره کرد.